# Brigada
|  | Per a altres significats, vegeu «Brigada (grau militar)». |

La brigada és una unitat militar dels exèrcits de terra que sol agrupar dos o més regiments o batallons, i normalment és comandada per un general de brigada o, en alguns països, per un major general. Pot constar de quatre mil a sis mil soldats, tot i que el nombre varia segons l'exèrcit de què es tracti i les circumstàncies de la guerra.